# امیر نصرت‌الله اسکندری
امیر نصرت‌الله اسکندری (۱۲۶۸خ تبریز - ۱۳۴۳خ) سناتور و نماینده مجلس شورای ملی و از مالکان بانفوذ آذربایجان بود.
پدرش اسکندر خان فتح‌السلطان کشیکچی‌باشی محمدعلی میرزا ولیعهد بود. خودش نیز وارد خدمات دولتی شد و در دوره ششم (۱۳۰۵ خورشیدی) به نمایندگی تبریز به مجلس شورای ملی رفت و تا دوره دوازدهم این کرسی را حفظ کرد. پیش از پایان دوره دوازدهم در سال ۱۳۲۰ فرماندار کل اصفهان شد. در وقایع شهریور ۱۳۲۰ و اشغال ایران در همین سمت بود. سپس در نخستین انتخابات بعد از شهریور ۱۳۲۰ بار دیگر نامزد نمایندگی تبریز شد و به دوره چهاردهم مجلس شورای ملی راه یافت. در همین مجلس بود که با اعتراض به اعتبارنامه سید جعفر پیشه‌وری مانع از راهیابی او به مجلس شد. اسکندری مدتی نیز استاندار آذربایجان بود.
پس از شهریور ۱۳۲۰، امیر نصرت اسکندری همراه با میرزا علی آقا هیئت و شیخ اسدالله ممقانی از بانیان کلوپ آذربایجان بود. عضویت غالب آذربایجانی‌ها در کابینه‌های پس از شهریور ۱۳۲۰ با رأی و صلاحدید او انجام می‌گرفت و نخست‌وزیری رجالی همچون سهیلی، ساعد و حکیمی نتیجه تلاش و پیگیری او بود.
اسکندری در دوره‌های پانزدهم نیز نماینده تبریز بود. در سال ۱۳۲۸ که انتخابات نخستین دوره مجلس سنا برگزار شد، هم به نمایندگی مجلس سنا و هم شورای ملی انتخاب شد اما او مجلس شورای ملی را برگزید (دوره شانزدهم). پس از دوره شانزدهم، در دوره هجدهم نیز بر کرسی نمایندگی نشست و در این دوره، در ۲۲ اسفند ۱۳۳۳ از سوی مجلس به عضویت شورای عالی شرکت نفت انتخاب شد. بعدها یک دوره هم نماینده آذربایجان در مجلس سنا شد.